# 三河鉄道キ80形気動車
三河鉄道キ80形気動車（みかわてつどうキ80がたきどうしゃ）は、三河鉄道が新製したガソリンカー。後年三河鉄道が名古屋鉄道（名鉄）へ吸収合併された後、電車化（付随車化）改造を受けサ2220形と改称・改番、さらに後年の制御車化改造によりク2220形となった。

## 概要
三河鉄道は、1936年（昭和11年）7月24日、三河鳥羽駅 - 三河鹿島駅を開業し、同年の11月10日には三河鹿島駅 - 蒲郡駅を開業（現在の蒲郡線）する。この路線は非電化であったため、新たなガソリンカーとして、1937年（昭和12年）7月にキ80形（81, 82）が日本車輌製造で新製された。正面は2枚窓、当時流行した流線型の影響を受け、屋根などに半流線型のデザインを取り入れたのが特徴である。
1941年（昭和16年）に三河鉄道が名古屋鉄道に吸収合併された後、本形式はキハ250形（251, 252）に改番された。その後、太平洋戦争によりガソリンが不足したためエンジンを取り外し付随車化され、サ2220形（2221, 2222）となる。戦後は築港線で電気機関車に牽引され、客車として運用された。
1960年（昭和35年）に電車化（制御車化）改造を受けク2220形（2221, 2222）となって瀬戸線に転属。晩年は主にモ700形と編成を組んでいた。1973年（昭和48年）、600V対応に改造された3700系が瀬戸線に導入されたため廃車となる。